# Deaflympics d'hiver de 2003
Les Deaflympics d'hiver de 2003, officiellement appelés les 15e Deaflympics d'hiver, ont lieu du 28 février au 8 mars 2003 à Sundsvall, en Suède. Les Jeux rassemblent 247 athlètes de 21 pays. Ils participent dans deux sports et quatre disciplines qui regroupent un total de vingt-trois épreuves officielles. L'équipe de Russie remporte le Deaflympics d'hiver de 2003.

## Sport

### Sports individuels
- Ski Descente
- Ski de fond
- Ski slalom
- Ski slalom géant
- Snowboard

### Sports en équipe
- Ski de fond Relais
- Hockey sur glace

## Pays participants
- Allemagne
- Autriche
- Canada
- Finlande
- États-Unis
- France
- Italie
- Japon
- Lituanie
- Pays-Bas
- Pologne
- Norvège
- République tchèque
- Suède
- Suisse
- Slovaquie
- Slovénie
- Royaume-Uni
- Russie
- Turquie
- Ukraine

## Compétition

### Tableau des médailles
- Pays organisateur (Suède)

| Rang   | Nation             | Or | Argent | Bronze | Total |
| ------ | ------------------ | -- | ------ | ------ | ----- |
| 1      | Russie             | 6  | 6      | 6      | 18    |
| 2      | Italie             | 3  | 2      | 1      | 6     |
| 3      | États-Unis         | 2  | 5      | 8      | 15    |
| 4      | République tchèque | 2  | 1      | 1      | 4     |
| 5      | Allemagne          | 2  | 1      | 0      | 3     |
| 5      | Canada             | 2  | 1      | 0      | 3     |
| 5      | Norvège            | 2  | 1      | 0      | 3     |
| 8      | Japon              | 2  | 0      | 0      | 2     |
| 9      | Slovaquie          | 1  | 1      | 1      | 3     |
| 10     | Finlande           | 1  | 0      | 0      | 1     |
| 11     | Slovénie           | 0  | 2      | 1      | 3     |
| 12     | Autriche           | 0  | 1      | 0      | 1     |
| 13     | Ukraine            | 0  | 1      | 0      | 1     |
| 14     | Suisse             | 0  | 0      | 3      | 3     |
| 15     | Suède              | 0  | 0      | 1      | 1     |
| 16     | France             | 0  | 0      | 0      | 0     |
| 16     | Lituanie           | 0  | 0      | 0      | 0     |
| 16     | Pays-Bas           | 0  | 0      | 0      | 0     |
| 16     | Pologne            | 0  | 0      | 0      | 0     |
| 16     | Royaume-Uni        | 0  | 0      | 0      | 0     |
| 16     | Turquie            | 0  | 0      | 0      | 0     |
| Total: | Total:             | 23 | 23     | 22     | 68    |

### La France aux Deaflympics
Il s'agit de sa 13e participation aux Deaflympics d'hiver[réf. nécessaire]. Le skieur David Pelletier fut le seul athlète à représenter la France, sans remporter de médaille.